# Oligarchia Wigów
Oligarchia Wigów (Whig Supremacy) - 45-letni okres historii Wielkiej Brytanii (1715-1762), w czasie którego władzę dzierżyli Wigowie (Whig Party) - partia, z której wywodzili się potem XIX-wieczni liberałowie brytyjscy.
Premierzy brytyjscy czasów Oligarchii Wigów:
- Sir Robert Walpole (4 kwietnia 1721 - 11 lutego 1742)
- Spencer Compton, 1. hrabia Wilmington (16 lutego 1742 - 2 lipca 1743)
- Henry Pelham (27 sierpnia 1743 - 7 marca 1754)
- Thomas Pelham-Holles, 1. książę Newcastle (16 marca 1754 - 16 listopada 1756)
- William Cavendish, 4. książę Devonshire (16 listopada 1756 - 25 czerwca 1757)
- Thomas Pelham-Holles, 1. książę Newcastle (2 lipca 1757 - 26 maja 1762)